# اللجنة المركزية لفحص الانضباط
اللجنة المركزية لفحص الانضباط' بالحزب'  هي أعلى الرقابة الداخلية مؤسسة الحزب الشيوعي الصيني (CPC)، المكلفة تطبيق القواعد واللوائح الداخلية ومكافحة الفساد والمخالفات في الحزب. بما أن الغالبية العظمى من المسؤولين على جميع مستويات الحكومة هم أيضا أعضاء في الحزب الشيوعي، فإن اللجنة هي عمليا أكبر هيئة لمكافحة الفساد في الصين.
تأسست اللجنة الحديثة في الجلسة العامة الثالثة للجنة المركزية الحادية عشرة في ديسمبر 1978. كانت أنظمة التحكم موجودة سابقًا تحت اسم «لجنة التحكم المركزية» لفترة وجيزة في عام 1927 ومرة أخرى بين عامي 1955 و1968، وتحت اسمها الحالي من عام 1949 إلى عام 1955. تم حلها خلال الثورة الثقافية في عام 1969. في عام 1993، تم دمج العمليات الداخلية للوكالة ووزارة الرقابة الحكومية. على الرغم من أن اللجنة مستقلة نظريًا عن المؤسسات التنفيذية للحزب مثل اللجنة المركزية ومكتبها السياسي، إلا أن عمل CCDI كان تاريخيًا يوجهه كبار قادة الحزب. ومع ذلك، بدءًا من ولاية هو جينتاو كأمين عام للحزب الشيوعي الصيني في نوفمبر 2002، وخاصة بعد تولي شي جين بينغ لقيادة الحزب في نوفمبر 2012، خضعت CCDI لإصلاحات كبيرة لجعلها أكثر استقلالية من عمليات الحزب تحت اللجنة المركزية.
وفقا لدستور الحزب، يتم انتخاب أعضاء CCDI من قبل الكونغرس الوطني ويخدمون لمدة خمس سنوات. منذ عام 1997، كان أمين CCDI عضوًا في اللجنة الدائمة للمكتب السياسي، ومنذ عام 2009، شغل منصب قائد المجموعة القيادية المركزية لأعمال التفتيش. السكرتير الحالي هو تشاو ليجي، الذي تولى منصبه في 25 أكتوبر 2017.

### اقتباسات
1. ↑  "معلومات عن اللجنة المركزية لفحص الانضباط على موقع zhihu.com". zhihu.com.[وصلة مكسورة]